# فليمون تي. هربرت
فليمون تي. هربرت هو محامي وسياسي أمريكي، ولد في 1 نوفمبر 1825 في باين ابل في الولايات المتحدة، وتوفي في 23 يوليو 1864. نشط حزبياً في الحزب الديمقراطي. وقد انتخب عضو جمعية ولاية كاليفورنيا ‏ وانتخب عضو مجلس النواب الأمريكي ‏.